# Bohmte

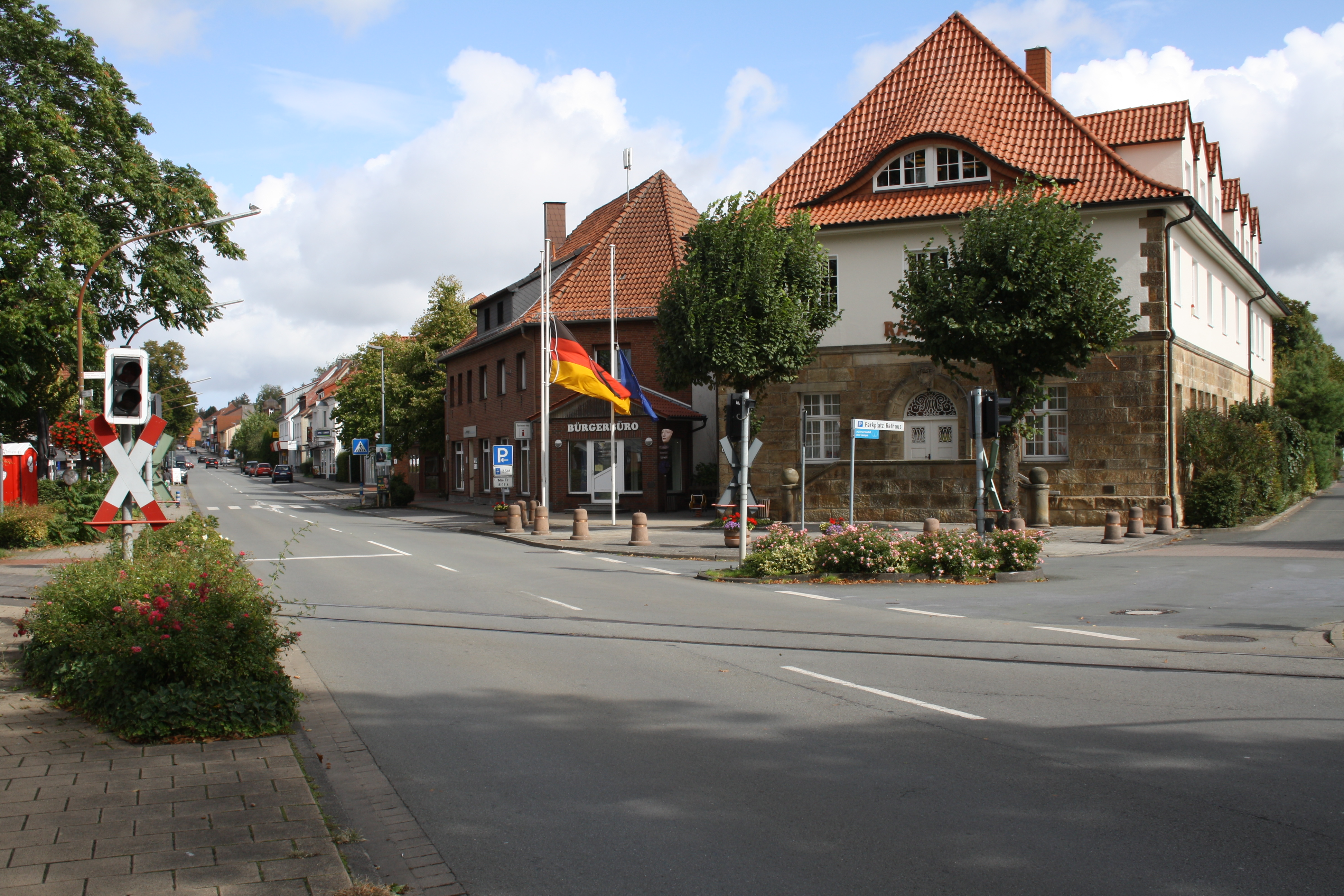
Bremer Straße und Rathaus in Bohmte

Bohmte (niederdeutsch Baumte) ist eine Gemeinde im Osten des niedersächsischen Landkreises Osnabrück.

## Geografie

### Lage
Bohmte liegt wenige Kilometer nördlich des Wiehengebirges am Rand der Norddeutschen Tiefebene. Die Hunte durchfließt das Gemeindegebiet von Südosten nach Norden. In der südwestlichen Ortschaft Herringhausen-Stirpe-Oelingen hat Bohmte einen Hafen am Mittellandkanal. Etwa 300 Meter nördlich der Gemeindegrenze beginnt der Dümmer. Durch Bohmte verläuft der DiVa Walk.

### Gemeindegliederung
In der Bevölkerung werden folgende Ortsteile unterschieden:
- An der Haar
- An der Hunte
- Arenshorst
- Auf dem Kerlfelde
- Auf der Bruchheide
- Bohmte
- Bohmterheide
- Eue
- Feldkamp
- Heesingen
- Herringhausen
- Hinterbruch
- Hinterfelde
- Hunteburg
- Krönerhüsen
- Laar
- Lecker
- Meyerhöfen
- Nierhüsen
- Oelingen
- Osterwiehe
- Schafbrink
- Schwege
- Schwegemoor
- Stirpe
- Streithorst
- Welplage

Demgegenüber werden in der Hauptsatzung der Gemeinde lediglich die drei Ortschaften Bohmte, Herringhausen-Stirpe-Oelingen und Hunteburg unterschieden.

### Nachbargemeinden
Die Entfernungsangaben beziehen sich auf die Entfernung bis zum Ortszentrum:
| Neuenkirchen-Vörden (Landkreis Vechta) (25 km) | Stadt Damme (Landkreis Vechta) (23 km)      | Hüde (Landkreis Diepholz) (17 km) Stemshorn (Landkreis Diepholz) (8 km) |
| Ostercappeln (6 km)                            | Kompassrose, die auf Nachbargemeinden zeigt | Stemwede (Kreis Minden-Lübbecke) (10 km)                                |
|                                                | Bad Essen (6 km)                            |                                                                         |

### Klima
In Bohmte herrscht ein durch feuchte Nordwestwinde von der Nordsee beeinflusstes gemäßigtes Seeklima mit milden Wintern, warmen Sommern und ganzjährig gleichmäßig verteilten, mäßigen Niederschlägen. Die Sommer sind häufig trocken und sonnig, während im Winter gelegentlich Schnee fällt.
Im Jahre 2023 betrug die durchschnittliche Temperatur 11,2 °C. Sie ist tendenziell steigend. Sie betrug in den letzten zehn Jahren durchschnittlich 10,6 °C und in den letzten 100 Jahren waren es durchschnittlich 9,2 °C.
Zwischen Mai und August kann mit durchschnittlich 20–25 Sommertagen (klimatologische Bezeichnung für Tage, an denen die Maximaltemperatur 25 °C übersteigt) gerechnet werden.
Es gibt je nach Messmethode und Definition durchschnittlich etwa 1627–2275 Sonnenstunden pro Jahr.
Es fällt jährlich ca. 700 mm Niederschlag. 

## Geschichte
Urkundlich wurde Bohmte erstmals 1074 erwähnt. Mit dieser Urkunde übertragen dominus Gisilbertus und domina Cuniza dem Bischof Benno II. und der Osnabrücker Kirche Essen und Bohmte und zwar anscheinend den ganzen Ort. Ihnen werden dafür auf Lebenszeit 4 Pfd. Zehntelgelder aus Gütern zu Bohmte und anderen Orten sowie zwei Wildschweine und 2 Hirschkühe zugesichert.
Die Ursprünge des Ortes Bohmte liegen noch weit vor der ersten urkundlichen Erwähnung im Jahre 1074. Zahlreiche Hügelgräber der Bronze- und Eisenzeit, die im 19. Jahrhundert zerstört wurden, lassen auf das hohe Alter der Siedlung schließen.
Bereits im Mittelalter führten wichtige Handelswege wie der Handelsweg Osnabrück – Bremen und Minden – Bramsche durch Bohmte. Dennoch blieb die Beschaffenheit der Wege sehr schlecht. Die große von Westen kommende Heeres- und Poststraße führte über Osnabrück und Ostercappeln, an der Leckermühle und Arenshorst über Bohmter Gebiet vorbei, überschritt bei der alten Tappenburg (am jetzigen Bahnhof) die Hunte, lief längs durch Bohmte und gabelte sich dicht nördlich des Dorfes in die Poststraße über Minden nach Hannover und in die Straße nach Bremen. Zur Förderung der Gemeinde hat die Poststraße zwar sicherlich beigetragen, aber sie war auch aufgrund ihres Zustandes bereits eins der gemeindlichen Sorgenkinder in der Zeit, als noch die Kaiserliche Reitende Briefpost auf ihr verkehrte.
In guten Zustand kamen die Straßen erst durch Napoleon I., der für militärische Zwecke eine Etappenstraße von Wesel über Münster – Osnabrück – Diepholz bis Bremen ausbauen ließ.
Mit der Eröffnung des Eisenbahnverkehrs von Osnabrück nach Bremen am 1. Juni 1873 war zugleich die postamtliche Posthalterei aufgehoben worden.
Der Eisenbahnanschluss an die zweigleisige Hauptstrecke Köln – Hamburg mit seinem starken Personen- und Güterverkehr war für die wirtschaftliche Entwicklung Bohmtes von großer Bedeutung. Zur weiteren Erschließung wurde 1900 die Wittlager Kreisbahn Bohmte – Holzhausen und 1914 Bohmte – Damme (Dümmer) gegründet. Das 1872 errichtete Bahnhofsgebäude ist der älteste Ziegelsteinbau Bohmtes, der die Verwendung von Holzfachwerk und Bruchsteinen ablöste.

### Bergbau
In Bohmte existierte von 1867 bis 1875 die Zeche Caroline, und von 1911 bis 1925 die Zeche Beharrlichkeit der Gewerkschaft Beharrlichkeit, die Wealdenkohle förderten. Damit gilt Bohmte als nördlichste deutsche Steinkohlenförderstätte.
1845 hatten der Grubensteiger Nickel und der reitende Förster Knippel aus Wittlage bei der Aufnahme von Steinbrüchen im Garten der Homann´schen Windmühle vor Bohmte ein flachliegendes Steinkohlenlager entdeckt und einen Schacht angelegt. Mittels einer Dampfmaschine wurden an der Südostseite der Ortschaft mit 53 Bergleuten aus drei Schächten täglich 168 doppelte hannoversche Himten, das sind 168 Zentner (16.800 Kilogramm), zu vier Groschen je Zentner Steinkohle gefördert. Im Schacht Caroline wurde in 32 Meter Tiefe, im Schacht Felix in 18 Meter und 1923 in der Zeche Beharrlichkeit in 104 Meter Tiefe gefördert. Aber schon 1925 musste der Abbau wegen geringer Mächtigkeit der Flöze, starker Wassereinbrüche und Trockenschäden in den Bohmter Brunnen aufgegeben werden.

### Zeit des Nationalsozialismus
Anfang 1945 wurden in Bohmte zwei notgelandete britische Flieger ermordet. Das Verfahren gegen den Ortsgruppenleiter der NSDAP wurde 1959 trotz nachgewiesener Mittäterschaft aufgrund des Straffreiheitsgesetzes eingestellt.
Am 20. März 1945 stürzte bei Schwege eine amerikanische Douglas A-26 ab. Unter der verstorbenen Besatzung war der Widerstandskämpfer Kurt Gruber, der als Agent hinter den deutschen Linien abgesetzt werden sollte.
Die Gedenkstätte Bohmte-Meyerhöfen liegt im Landkreis Osnabrück, westlich vom Mühlenkreis Minden-Lübbecke. Auf diesem Friedhof sind aus den Dörfern in der Region Osnabrück die verstorbenen Zwangsarbeiter, teilweise Babys, Kinder und Kriegsgefangenen (Russland, Polen etc.) bis in die 1960er Jahre umgebettet worden. Sie mussten in der Zeit des Nationalsozialismus auf Bauernhöfen Zwangsarbeit leisten. Am Eingang der Gedenkstätte befindet sich eine Tafel, auf der alle Grabstätten zum Teil mit Namen verzeichnet sind.

### Eingemeindungen
Die heutige Einheitsgemeinde Bohmte entstand am 1. Juli 1972 durch den Zusammenschluss der Gemeinden Bohmte, Herringhausen, Meyerhöfen, Schwege, Stirpe-Oelingen und Welplage anlässlich der niedersächsischen Gemeindegebietsreform.

### Ausgliederungen
Am 1. Juli 1975 wurde ein Gebiet mit damals etwa 100 Einwohnern an die Nachbargemeinde Ostercappeln abgetreten.

### Einwohnerentwicklung

Bevölkerungsentwicklung in Bohmte seit 1987

Die folgende Übersicht zeigt die Einwohnerzahlen von Bohmte im jeweiligen Gebietsstand und jeweils am 31. Dezember.
Bei den Zahlen handelt es sich um Fortschreibungen des Landesbetriebs für Statistik und Kommunikationstechnologie Niedersachsen auf der Basis der Volkszählung vom 25. Mai 1987.
Bei den Angaben aus den Jahren 1961 (6. Juni) und 1970 (27. Mai) handelt es sich um die Volkszählungsergebnisse einschließlich der Orte, die am 1. Juli 1972 eingegliedert wurden. Es gilt der Gebietsstand am 1. Juli 1975.
| Jahr      | 1961  | 1970  | 1987   | 1990   | 1995   | 2000   | 2005   | 2010   | 2011   | 2014   | 2015   | 2017   | 2018   | 2019   | 2020   |
| Einwohner | 9.009 | 9.338 | 10.062 | 10.695 | 12.352 | 13.191 | 13.318 | 12.935 | 12.877 | 12.643 | 12.637 | 12.612 | 12.689 | 12.687 | 12.655 |

### Ortsname
Alte Bezeichnungen des Ortes sind 1047 Bamwide, 1088 Bomwide, 1090 Bamwide, 1090 Bonwide, 1188 Bomwede, 1310 Bowede, Bomethe, 1402 Bomde, 1423 Boemwede, 1604 Bombwede, 1625 Boembte, 1651 Bombte, 1652 Baumte, 1772 Bomte, 1789 Bomwedde und 1823 Bohmte.
Bei diesem Ortsnamen hat es eine Entwicklung von Bom-/Bamwide zu Bohmte gegeben. Es ist kaum anders möglich, als Bohmte aus „Bōm-wide“ für „Baumwald“ herzuleiten. „wide, wede“ ist niederdeutsch für „Wald“. Das ist verwirrend: Baum und Wald; denn aus Bäumen besteht ja jeder Wald. Daher könnte „Baum“ in diesem Fall im Sinne von „Nutzholz“ gebraucht sein. Der grünende Baum wurde in ganz alter Zeit durch „tere“ bezeichnet, während „bom“ für „dürrer Baum, Balken“ stand. Wahrscheinlich ist das „Bom-“ in diesem Ortsnamen als „Bauholz“ zu sehen. Aber sicher ist das nicht.

## Politik

### Gemeinderat
Der Gemeinderat hat gegenwärtig 30 Mitglieder aus vier Parteien oder Gruppen. Dies ist die festgelegte Anzahl für eine Gemeinde mit einer Einwohnerzahl zwischen 12.001 und 15.000 Einwohnern. Die Ratsmitglieder werden durch eine Kommunalwahl für jeweils fünf Jahre gewählt. Hinzu kommt die Bürgermeisterin.
Die folgende Tabelle zeigt die Kommunalwahlergebnisse seit 1996.
| Rat der Gemeinde Bohmte: Wahlergebnisse und Gemeinderäte | Rat der Gemeinde Bohmte: Wahlergebnisse und Gemeinderäte | Rat der Gemeinde Bohmte: Wahlergebnisse und Gemeinderäte | Rat der Gemeinde Bohmte: Wahlergebnisse und Gemeinderäte | Rat der Gemeinde Bohmte: Wahlergebnisse und Gemeinderäte | Rat der Gemeinde Bohmte: Wahlergebnisse und Gemeinderäte | Rat der Gemeinde Bohmte: Wahlergebnisse und Gemeinderäte | Rat der Gemeinde Bohmte: Wahlergebnisse und Gemeinderäte | Rat der Gemeinde Bohmte: Wahlergebnisse und Gemeinderäte | Rat der Gemeinde Bohmte: Wahlergebnisse und Gemeinderäte | Rat der Gemeinde Bohmte: Wahlergebnisse und Gemeinderäte | Rat der Gemeinde Bohmte: Wahlergebnisse und Gemeinderäte | Rat der Gemeinde Bohmte: Wahlergebnisse und Gemeinderäte | Rat der Gemeinde Bohmte: Wahlergebnisse und Gemeinderäte | Rat der Gemeinde Bohmte: Wahlergebnisse und Gemeinderäte | Rat der Gemeinde Bohmte: Wahlergebnisse und Gemeinderäte | Rat der Gemeinde Bohmte: Wahlergebnisse und Gemeinderäte | Rat der Gemeinde Bohmte: Wahlergebnisse und Gemeinderäte | Rat der Gemeinde Bohmte: Wahlergebnisse und Gemeinderäte |
| | CDU                                                      | CDU                                                      | SPD                                                      | SPD                                                      | GRÜNE                                                    | GRÜNE                                                    | LINKE                                                    | LINKE                                                    | FDP                                                      | FDP                                                      | Einzel- bewerber*                                        | Einzel- bewerber*                                        | Gesamt                                                   | Gesamt                                                   | Wahl- beteiligung                                        |                                                          |                                                          |                                                          |
| Wahlperiode | %                                                        | Mandate                                                  | %                                                        | Mandate                                                  | %                                                        | Mandate                                                  | %                                                        | Mandate                                                  | %                                                        | Mandate                                                  | %                                                        | Mandate                                                  | %                                                        | Gesamtanzahl der Sitze im Rat                            | %                                                        |                                                          |                                                          |                                                          |
| --- | -------------------------------------------------------- | -------------------------------------------------------- | -------------------------------------------------------- | -------------------------------------------------------- | -------------------------------------------------------- | -------------------------------------------------------- | -------------------------------------------------------- | -------------------------------------------------------- | -------------------------------------------------------- | -------------------------------------------------------- | -------------------------------------------------------- | -------------------------------------------------------- | -------------------------------------------------------- | -------------------------------------------------------- | -------------------------------------------------------- | -------------------------------------------------------- | -------------------------------------------------------- | -------------------------------------------------------- |
| 2021–2026 | 40,6                                                     | 12                                                       | 33,6                                                     | 10                                                       | 12,1                                                     | 4                                                        | 5,4                                                      | 2                                                        | 3,5                                                      | 1                                                        | 4,3                                                      | 1                                                        | 100                                                      | 30                                                       | 58,67                                                    |                                                          |                                                          |                                                          |
| 00 2016–2021 | 44,6                                                     | 13                                                       | 40,6                                                     | 12                                                       | 9,0                                                      | 3                                                        | 5,8                                                      | 2                                                        | –                                                        | –                                                        | –                                                        | –                                                        | 100                                                      | 30                                                       | 57,94                                                    |                                                          |                                                          |                                                          |
| 2011–2016 | 43,9                                                     | 13                                                       | 42,0                                                     | 13                                                       | 8,8                                                      | 3                                                        | 1,8                                                      | —                                                        | 3,6                                                      | 1                                                        | –                                                        | –                                                        | 100                                                      | 30                                                       | 59,74                                                    |                                                          |                                                          |                                                          |
| 2006–2011 | 49,4                                                     | 15                                                       | 37,7                                                     | 11                                                       | 5,0                                                      | 2                                                        | —                                                        | —                                                        | 7,8                                                      | 2                                                        | –                                                        | –                                                        | 100                                                      | 30                                                       | 53,80                                                    |                                                          |                                                          |                                                          |
| 2001–2006 | 56,5                                                     | 18                                                       | 32,5                                                     | 10                                                       | 4,7                                                      | 1                                                        | —                                                        | —                                                        | 6,3                                                      | 2                                                        | –                                                        | –                                                        | 100                                                      | 31                                                       | 63,20                                                    |                                                          |                                                          |                                                          |
| 1996–2001 | 51,2                                                     | 17                                                       | 32,6                                                     | 10                                                       | 7,3                                                      | 2                                                        | —                                                        | —                                                        | 8,8                                                      | 2                                                        | –                                                        | –                                                        | 100                                                      | 31                                                       | 70,10                                                    |                                                          |                                                          |                                                          |
| Prozentanteile gerundet. Quellen: Landesbetrieb für Statistik und Kommunikationstechnologie Niedersachsen, Landkreis Osnabrück. Bei unterschiedlichen Angaben in den genannten Quellen wurden die Daten des Landesbetrieb für Statistik und Kommunikationstechnologie verwendet, da diese eine insgesamt höhere Plausibilität aufweisen. *2021: Hildegard Sundmäker |                                                          |                                                          |                                                          |                                                          |                                                          |                                                          |                                                          |                                                          |                                                          |                                                          |                                                          |                                                          |                                                          |                                                          |                                                          |                                                          |                                                          |                                                          |

### Bürgermeister
Hauptamtlicher Bürgermeister der Gemeinde Bohmte ist Markus Kleinkauertz (CDU). Bei der letzten Bürgermeisterwahl am 23. April 2023 wurde er mit 54,16 % der Stimmen gewählt. Auf seinen Gegenkandidaten Thomas Rehme (SPD) entfielen 45,84 %. Die Wahlbeteiligung lag bei 46,58 %. Kleinkauertz trat seine Amtszeit am 1. Mai 2023 an.
Bisherige Bürgermeister von Bohmte:
- 2019–2023 Tanja Strotmann (parteilos), ab dem 26. Mai 2019.[19][20][21]
- 2003–2019 Klaus Goedejohann (CDU), ab dem 1. Januar 2003 erster hauptamtlicher Bürgermeister.
- 2001–2002 Rolf Flerlage (CDU)
- 1995–2001 Hubert Haskamp (CDU)
- 1972–1994 Manfred Hugo (CDU)

### Ortsrat
Der Ortsrat, der den Ortsteil Bohmte der gleichnamigen Gemeinde vertritt, setzt sich aus elf Mitgliedern zusammen. Die Ratsmitglieder werden durch eine Kommunalwahl für jeweils fünf Jahre gewählt. Die aktuelle Amtszeit begann am 1. November 2021 und endet am 31. Oktober 2026.
Bei der Kommunalwahl 2021 ergab sich folgende Sitzverteilung:
| Ortsrat 2021Insgesamt 11 Sitze - SPD: 4 - Grüne: 1 - Unabh.: 1 - CDU: 5 |

### Städtepartnerschaften
- Gützkow, Landkreis Vorpommern-Greifswald, Mecklenburg-Vorpommern (seit 1991)
- Bolbec, Seine-Maritime, Frankreich (seit 1966)[23]

## Kultur und Sehenswürdigkeiten

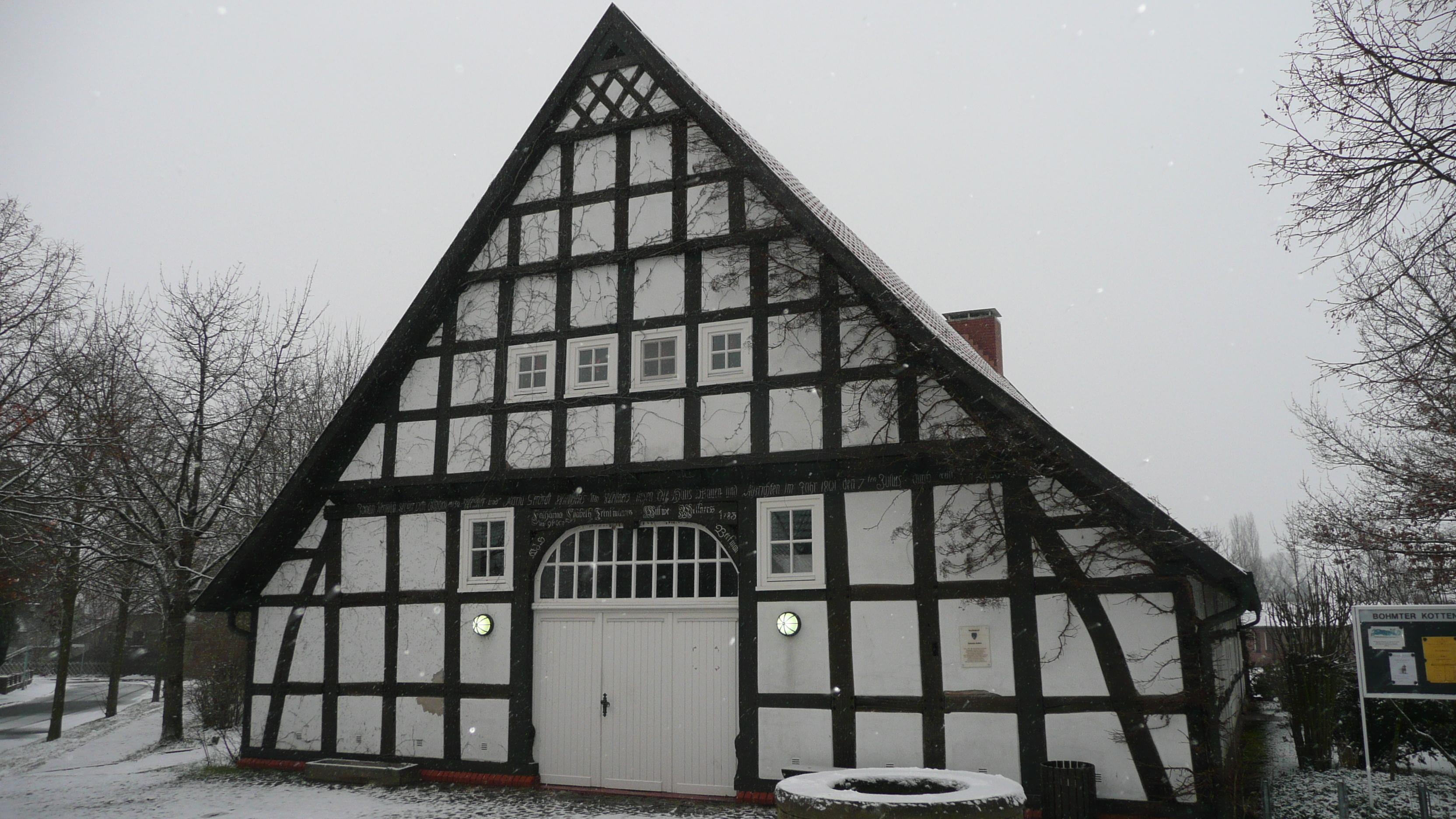
Bohmter Kotten, Baudenkmal

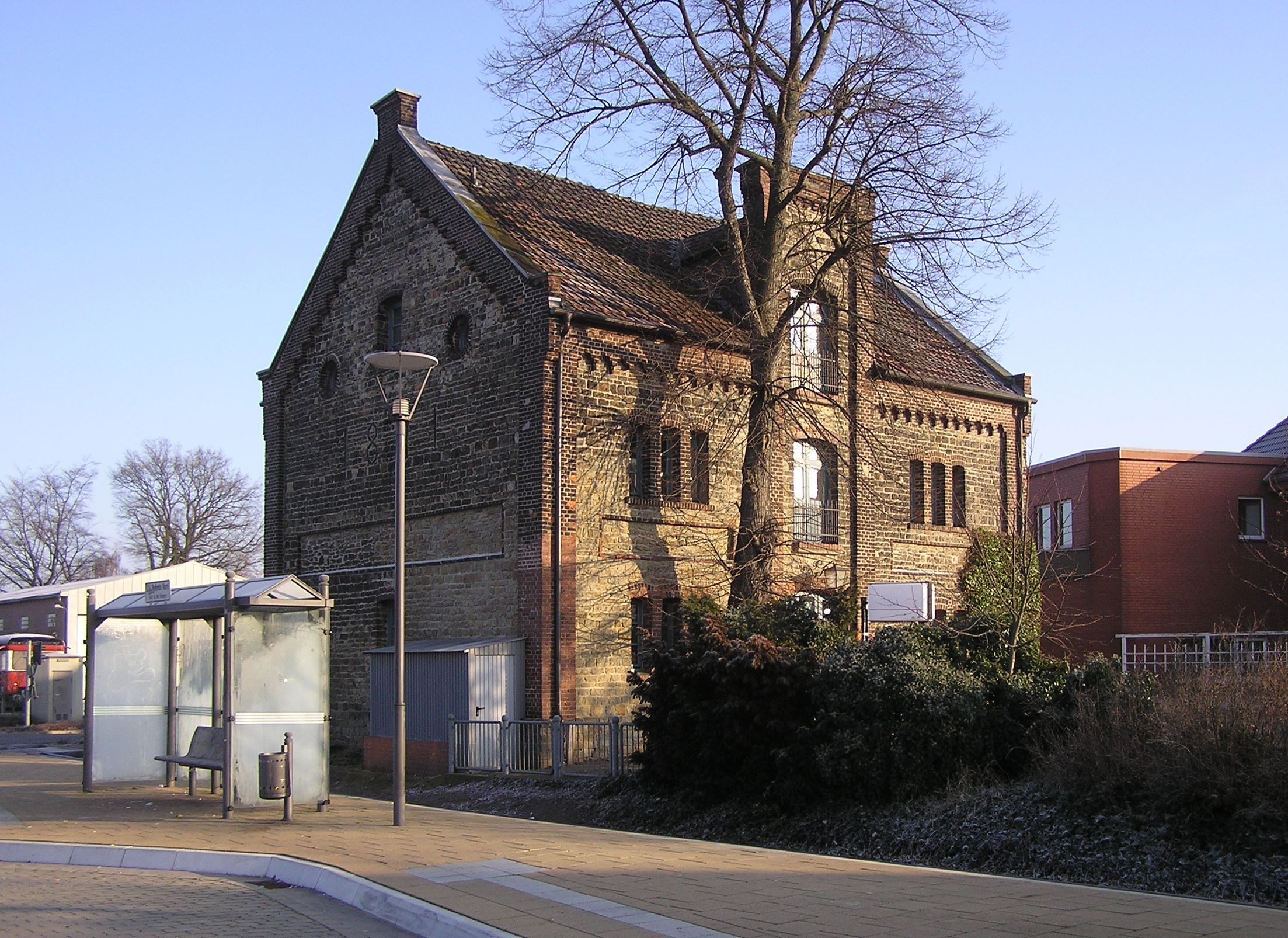
Mühle in Bohmte

### Bauwerke
- Der „Bohmter Kotten“ – ein ehemals landwirtschaftlich genutztes Gebäude – wurde 1989 durch die Gemeinde renoviert und wird seither für kulturelle, künstlerische und gemeinnützige Veranstaltungen sowie für die Arbeit des Gemeinderates genutzt. Im Dachgeschoss des „Bohmter Kotten“ ist die Gemeindebücherei Bohmte untergebracht.[24]
- Bahnhof Bohmte
- St.-Johann-Kirche
- St.-Thomas-Kirche
- St.-Johannis-Kirche Arenshorst
- Mühle 1871 als Ziegelbau errichtet und 1989 saniert

### Regelmäßige Veranstaltungen
Feste

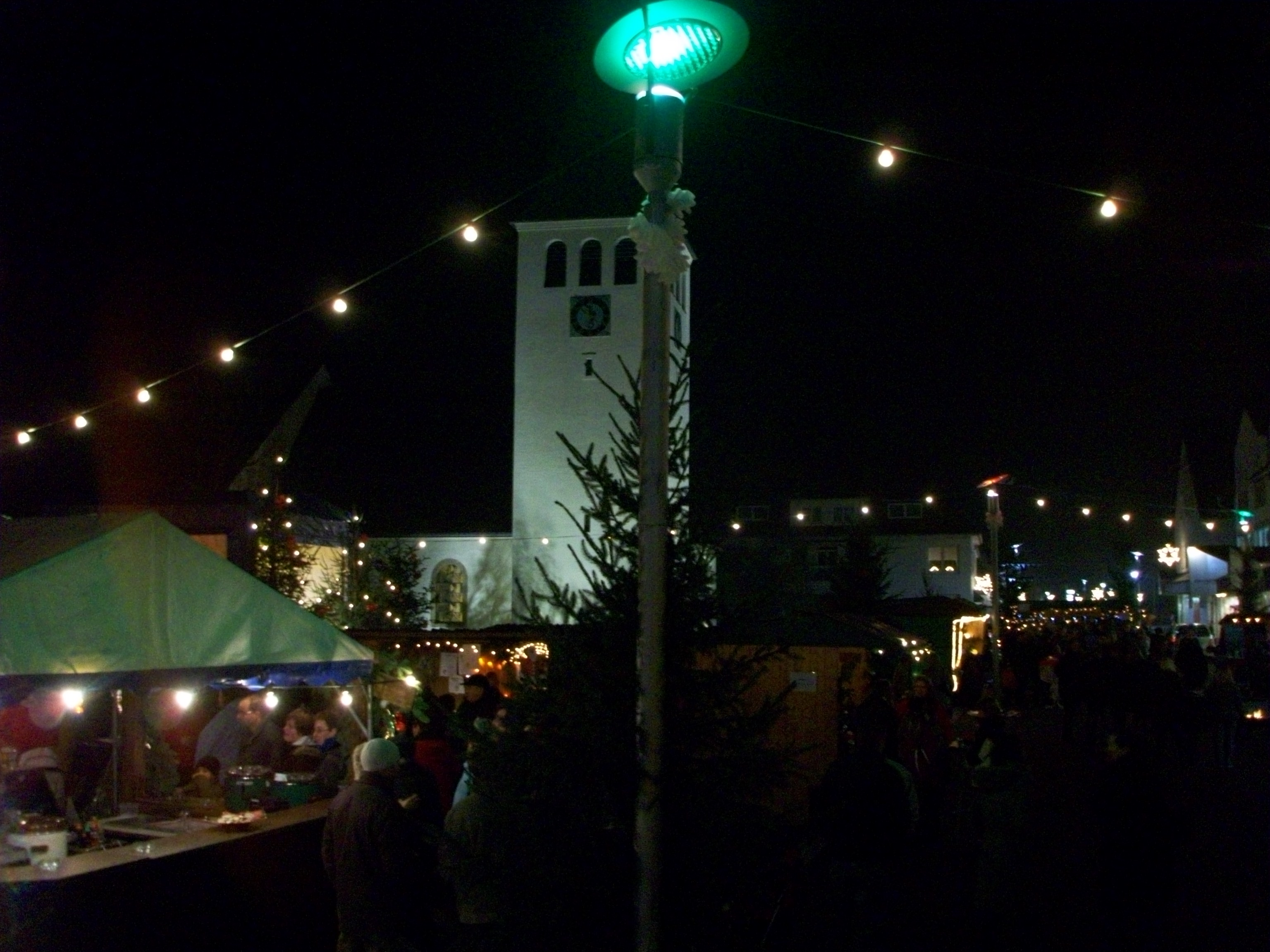
Bohmter Nikolausmarkt 2008

- „Spaß auf der Straß“ – letztes Aprilwochenende
- Schützenfest in der Bohmterheide – Pfingsten
- Schützenfest in Bohmte – 1. Wochenende im Juli
- Schützenfest in Stirpe-Oelingen – 2. Wochenende im Juli
- Schützenfest in Hunteburg – 4. Wochenende im Juli

Märkte
- Tag der offenen Tür am örtlichen Sportflugplatz Bohmte/Bad Essen mit Auto- und Gewerbeschau – 1. Mai
- Erntefest Herringhausen-Stirpe-Oelingen mit Erntemarkt – 1. Wochenende im September
- Bohmter Markt mit Gewerbeschau – 4. Wochenende im September
- Norddeutscher Ponymarkt in Hunteburg – 2. Wochenende im Oktober

Weihnachtsmärkte
- Nikolausmarkt in Bohmte – 2. Advent
- Weihnachtsmarkt in Hunteburg – 3. Advent

## Wirtschaft und Infrastruktur

### Ansässige Unternehmen
- Variomobil Fahrzeugbau
- Verkehrsgesellschaft Landkreis Osnabrück

### Bildung
- Schulkindergarten an der Erich Kästner-Schule
- Erich Kästner-Schule (Grundschule für Schüler aller Bekenntnisse)
- Christophorus-Schule (Grundschule für Schüler des kath. Bekenntnisses)
- Grundschule Herringhausen
- Oberschule Bohmte (ehem. Haupt- und Realschule Bohmte)
- Wilhelm-Busch-Schule, Hunteburg (Grundschule und Hauptschule)
- Astrid-Lindgren-Schule (Förderschule Lernen und geistige Entwicklung)

### Verkehr

#### Eisenbahnverkehr

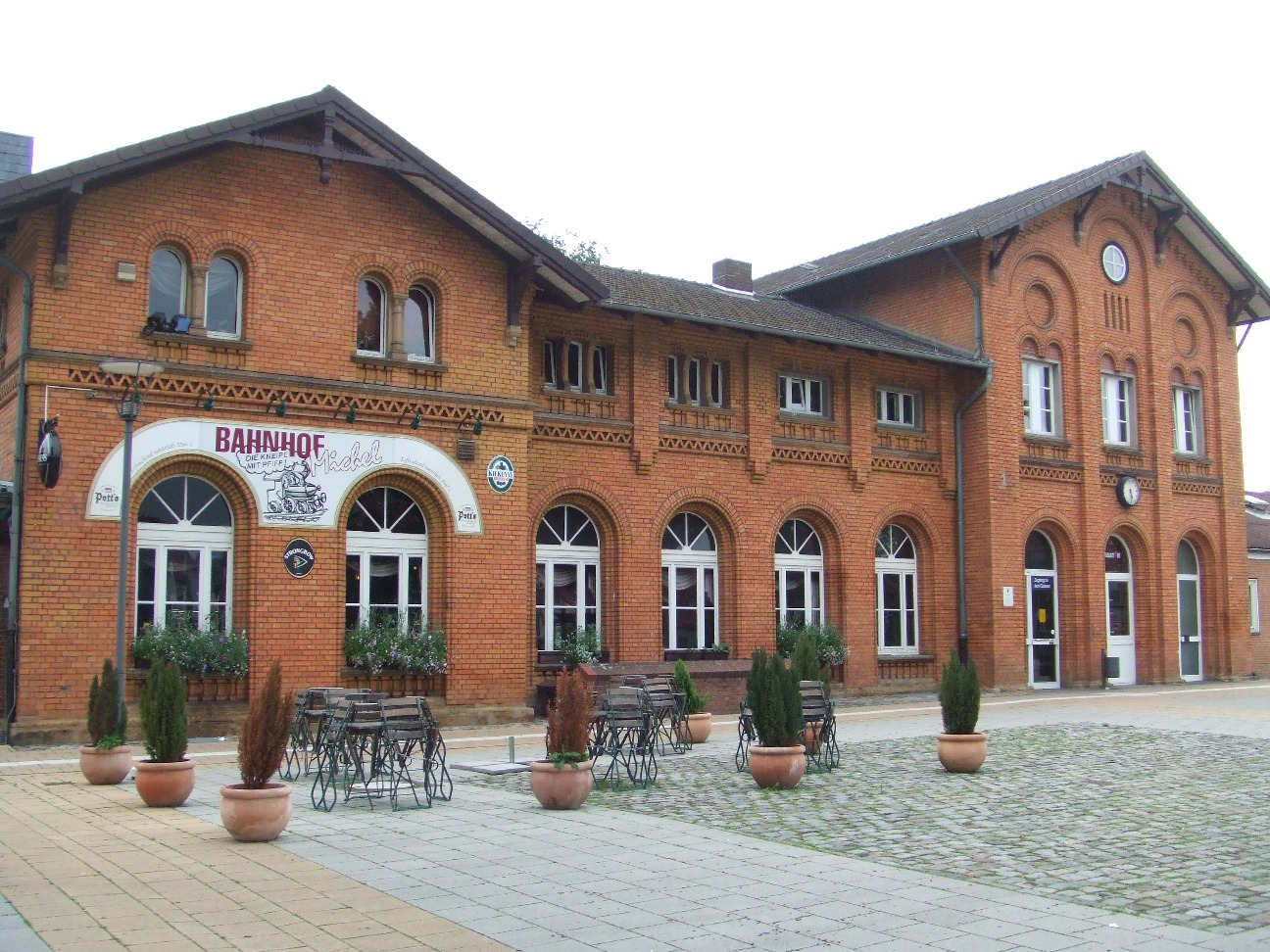
Bohmter Bahnhof

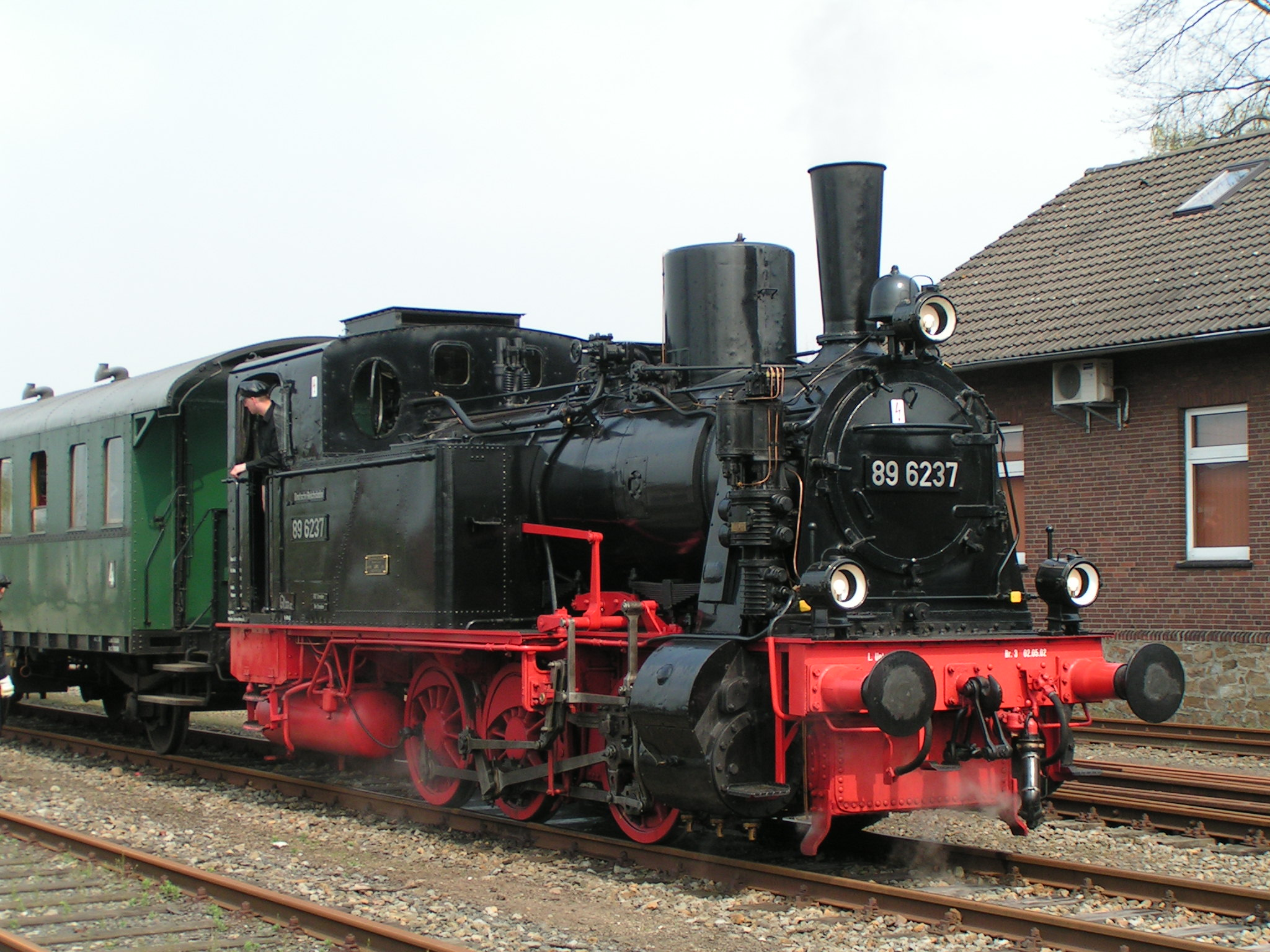
Museumseisenbahn Preußisch-Oldendorf–Bohmte

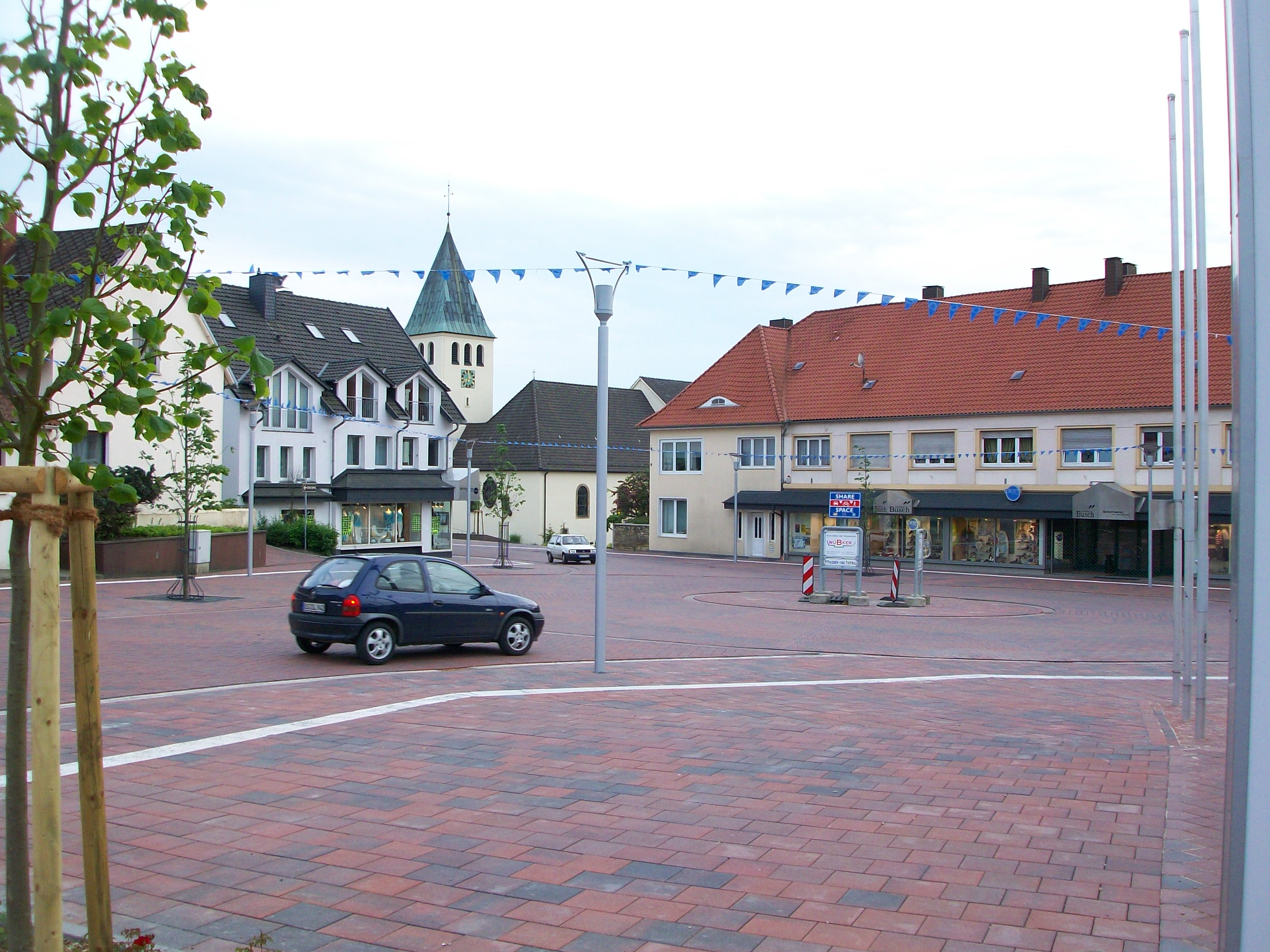
Bohmte Kreuzungsbereich Bremer Str./Leverner Str.

Der Bahnhof Bohmte liegt an der Bahnstrecke Osnabrück–Bremen und wird von Regionalexpress-Zügen der Linie RE 9 (Osnabrück – Bremen – Bremerhaven; betrieben durch DB Regio) bedient. Ein Güterbahnhof befindet sich auf gesonderter Strecke der Verkehrsgesellschaft Landkreis Osnabrück (VLO, ehemals Wittlager Kreisbahn) im nördlichen Ortsteil Hunteburg (mit etwa 4.000 Einwohnern).
Diese Wittlager Kreisbahn verkehrte von 1900 bis in die 1960er Jahre zwischen Preußisch Oldendorf und Hunteburg. Ihr Bahnhof Bohmte Ost, der heute noch gelegentlich von der Museums-Eisenbahn Minden genutzt wird, grenzt nordöstlich an den Bahnhof der Deutschen Bahn AG.

#### Busverkehr
Die VLO Verkehrsgesellschaft Landkreis Osnabrück mbH betreibt Linienverkehr mit Omnibussen im Raum Bohmte.
Es gibt vom ZOB, direkt am Bahnhof in Bohmte, einige Linien der Verkehrsgemeinschaft Osnabrück (VOS) nach Hunteburg bzw. Damme, Schülerbusse Richtung Herringhausen, Stirpe, Levern und Evinghausen sowie nach Venne über Schwagstorf und Herringhausen, Leckermühle. Leckermühle ist eine wichtige Haltestelle als Knotenpunkt, von wo es stündlich eine Busverbindung nach Osnabrück, Venne, Pr. Oldendorf über Bad Essen und deren Ortschaften gibt.

#### Straßenverkehr
Nahe der südwestlichen Gemeindegrenze, im Kreisverkehr Leckermühle, treffen sich die Bundesstraßen 51, 65 und die dort endende B 218. Die B 51 und B 65 erreichen die Kreuzung auf einer gemeinsamen Strecke aus südwestlicher Richtung von Osnabrück kommend und führen von dort getrennt Richtung Bremen bzw. Hannover weiter.
Wegen des sich auf der historischen Dorfstraße konzentrierenden Durchgangs-Schwerlastverkehrs wurde der Ortskern bis 2008 im Rahmen des Konzepts Shared Space zur Verkehrsberuhigung umgestaltet. Das Grundprinzip „mehr Sicherheit durch weniger Regeln“ wurde seit Sommer 2006 zunächst an zwei Kreuzungen durch Demontage von 60 % der Verkehrsschilder, teilweise farbigen Straßenbelag und Kreisverkehr umgesetzt, seit dem 19. Mai 2008 wird im etwa 450 Meter langen Abschnitt auf sämtliche Verkehrsschilder verzichtet, und die strikte Trennung von Fahrbahn und Gehweg ist aufgehoben.

#### Luftverkehr
Bohmte besitzt einen kleinen Flugplatz. Der nächste internationale Flughafen ist der Flughafen Münster-Osnabrück in Greven.

#### Schifffahrt
Bohmte hat einen kleinen Schüttguthafen (Umschlagstelle Bohmte). Eine von einigen Gebietskörperschaften gegründete Gesellschaft namens HWL (Hafen-Wittlager-Land-GmbH) versucht, Subventionen für den Bau eines Containerhafens im Ortsteil Stirpe-Ölingeen zu erhalten.

### Medien
Für Bohmte erscheint das „Wittlager Kreisblatt“, eine Regionalausgabe der Neuen Osnabrücker Zeitung. Zusätzlich wird die kostenlose regionale Zeitschrift, das „Eichen-(Linden-, Kastanien-) Blatt“ in Bad Essen („Lindenblatt“), Ostercappeln („Kastanienblatt“) und Bohmte („Eichenblatt“) verteilt. In ihr werden regelmäßig die Festivitäten, Neuigkeiten und Unternehmen in der Region gezeigt und die Leser werden über die Kommunalpolitik unterrichtet. Das Magazin „Heimatlust – Leben & Genießen im Wittlager Land“ erscheint 10 mal im Jahr und berichtet über Unternehmen, Veranstaltungen und das Leben in den Ortschaften Bad Essen, Bohmte und Ostercappeln.

## Persönlichkeiten

### Söhne und Töchter der Gemeinde
- Johann Heinrich Hadewig (1623–1671), evangelischer Pfarrer und Kirchenlieddichter, geb. in Arenshorst
- Georg zu Münster (1776–1844), Regierungsdirektor und Paläontologe, geb. auf Gut Langelage
- Julius Meyer (1817–1863), Guts- und Eisenhüttenbesitzer
- Silke Otto-Knapp (1970–2022), Malerin
- Franz Schmedt (1932–2022), Journalist, geb. in Hunteburg
- Martin Schwanholz (* 1960), Politiker (SPD)

### Personen, die mit der Gemeinde in Verbindung stehen
- Johann Ludwig Bramsch (1811–1877), Unternehmer, wurde 1811 in Bohmte getauft
- Karl Janisch (1870–1946), Maschinenbau-Ingenieur, verstorben in Schwegermoor
- Reinhold Tiling (1893–1933), Ingenieur, Pilot und Raketenpionier, besaß eine Werkstatt in Bohmte
- Rudolf Seiters (* 1937), Politiker (CDU), Gründer der Jungen Union Bohmte (1958), Bundesminister des Innern (1991–1993), Vizepräsident des Deutschen Bundestages (1998–2002), Präsident des Deutschen Roten Kreuzes (2003–2017)
- Manfred Hugo (* 1942), Jurist und Landrat des Landkreises Osnabrück, war von 1972 bis 1994 Bürgermeister der Gemeinde